# Euryglossina weiri
Euryglossina weiri är en biart som först beskrevs av Exley 1974.  Euryglossina weiri ingår i släktet Euryglossina och familjen korttungebin. Inga underarter finns listade i Catalogue of Life.

## Bildgalleri

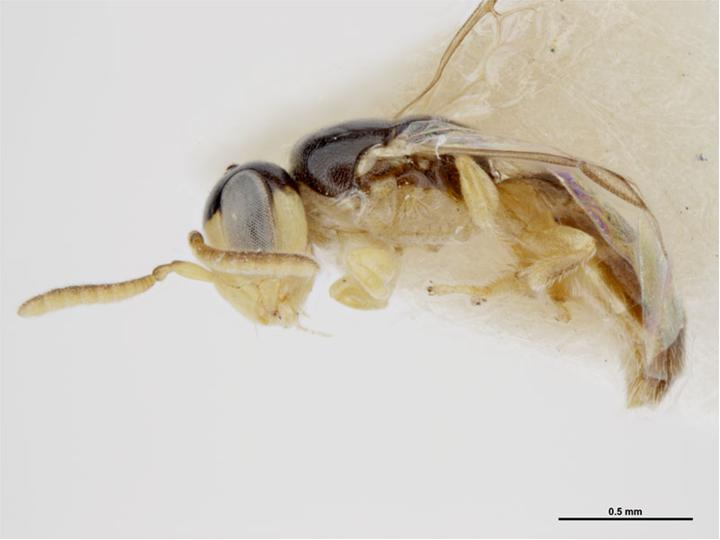